# سرخرگ بازویی
سرخرگ بازویی یا شریان براکیال (به انگلیسی: Brachial artery) مهم‌ترین سرخرگ خون‌رسان به بازو، ساعد و دست است.
این سرخرگ ادامه سرخرگ زیربغلی (آگزیلاری) بوده و در سمت داخلی بازو طی مسیر کرده و مهم‌ترین شاخه آن در بازو سرخرگ عمقی بازو است. این سرخرگ در حفره آرنجی (کوبیتال) به دو شاخه انتهایی به نام‌های سرخرگ زند زبرین (رادیال) و سرخرگ زند زیرین (اولنار) تقسیم می‌شود.